# Sophie Wilson
Pour les articles homonymes, voir Wilson.
Sophie Wilson, née en 1957 à Leeds, est une informaticienne britannique. Elle a conçu l'Acorn Micro-Computer (en), le premier d'une lignée d'ordinateurs personnels commercialisés par Acorn Computers Ltd, y compris son langage de programmation BBC BASIC,. 
Elle est également à l’origine de l'ensemble de la conception de l'architecture ARM, devenue l'architecture de processeur fondant le plus grand nombre de microprocesseurs vendus au monde, notamment dans les smartphones. Sophie Wilson a été nommée membre de la Royal Society (FRS, FREng) et de la Royal Academy of Engineering (RAEng) au Royaume-Uni,.

## Biographie
Originaire du Yorkshire, Sophie Wilson est élevée par des parents enseignants, son père se spécialisant en anglais et sa mère en physique. Elle étudie l'informatique et le Cambridge Mathematical Tripos à l'Université de Cambridge. Pendant les vacances de Pâques, elle conçoit  son premier micro-ordinateur avec un microprocesseur 6502 inspiré du MK14, dont la tâche est de contrôler électroniquement l'alimentation des vaches,. 
Wilson a subi une opération de changement de sexe et est passée de Roger Wilson à Sophie Wilson en 1994. Elle aime la photographie et participe à un groupe de théâtre local, où elle est responsable des costumes et du choix des pièces. Elle a joué dans un certain nombre de productions.  

## Carrière professionnelle

### Acorn Computers Ltd
En 1978, Sophie Wilson rejoint Acorn Computers Ltd, après avoir conçu un dispositif pour empêcher les étincelles de briquets piézoélectriques de déclencher des paiements sur les machines à sous. Son design informatique est utilisé par Chris Curry et Hermann Hauser pour construire l'Acorn Micro-Computer, le premier d'une longue lignée d'ordinateurs vendus par l'entreprise.
En juillet 1981, l’informaticienne étend les lexies du langage de programmation BASIC d'Acorn Atom à une version améliorée du Acorn Proton, un micro-ordinateur qui a permis à Acorn de remporter le contrat avec la British Broadcasting Corporation (BBC) pour son ambitieux projet d'éducation informatique. 

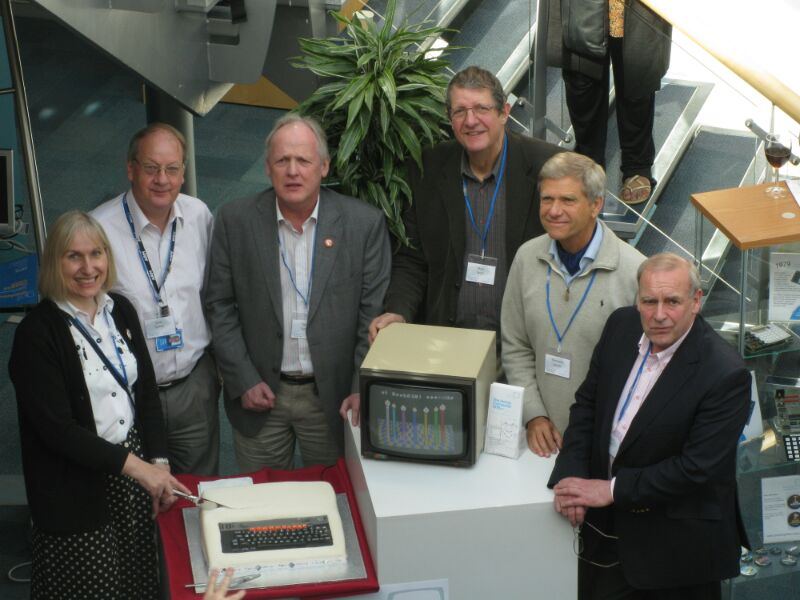
Sophie Wilson, Chris Turner, Steve Furber, Chris Serle, Hermann Hauser et Chris Curry en 2012.

Hermann Hauser lance le défi à Sophie Wilson et à son collègue Steve Furber de construire un prototype en une semaine. Le défi accepté, elle conçoit le système informatique, y compris la carte de circuit imprimé et les composants du lundi au mercredi, ce qui a nécessité l’intégration de nouveaux circuits intégrés et mémoires DRAM provenant directement de l’entreprise japonaise d'électronique Hitachi. Le jeudi soir, un premier prototype est réalisé, mais le logiciel reste soumis à certains bugs, ce qui oblige Sophie Wilson à rester éveillée toute la nuit pour corriger ces dysfonctionnements. Elle se souvient avoir regardé le mariage du Prince Charles de Galles et de Lady Diana sur une petite télévision portative tout en essayant de corriger et ressouder le prototype.
Le prototype est un succès et la BBC attribue le contrat à Acorn Computers Ltd. Sophie Wilson et Steve Furber sont présents dans les coulisses lors de la première diffusion de la machine à la télévision, au cas où des corrections du logiciel seraient nécessaires. Plus tard, elle décrit cet événement comme : « un moment unique dans le temps, où le public curieux voulait savoir comment cela fonctionnait et souhaitait en savoir davantage sur la programmation informatique. »,.
Le Proton est devenu le BBC Micro et le modèle BASIC a évolué en BBC BASIC, dont le développement a été confié à Sophie Wilson pour les quinze prochaines années. En parallèle de la programmation, elle rédige les manuels techniques de ses projets, intégrant ainsi que la communication autour de ses réalisations est une partie importante de la réussite.
En octobre 1983, l’informaticienne commence à concevoir les instructions pour l'un des premiers processeurs RISC, l'Acorn RISC Machine (ARM). L'ARM1 est livré le 26 avril 1985 et fonctionne dès sa première utilisation. En 2012, 95% des smartphones utilisent un processeur ARM.
Sophie Wilson a également conçu Acorn Replay, l'architecture vidéo pour les ordinateurs Acorn. Cela incluait les extensions du système d'exploitation pour l'accès vidéo ainsi que les codecs eux-mêmes, optimisés pour exécuter une vidéo haute fréquence sur les processeurs ARM à partir de l'ARM2.

### Eidos Interactive
Sophie Wilson a été membre du conseil d'administration de la société de technologie et de jeux Eidos Interactive, suivant son introduction en bourse en 1990. Elle est nommée consultante pour ARM Ltd lorsqu'elle se détache d'Acorn la même année.

### Broadcom
En 2009, Sophie Wilson donne une présentation publique sur le développement ARM. Depuis la disparition d'Acorn Computers, elle multiplie les conférences pour évoquer son travail au sein de la compagnie. Sophie Wilson devient directrice d'IC Design au bureau de Broadcom à Cambridge. Elle est également la conceptrice en chef du processeur Firepath de Broadcom,.

## Distinctions
En 2011, Sophie Wilson est classée huitième par le magazine Maximum PC dans un article intitulé Les 15 Femmes les plus importantes dans l'histoire de la technologie. En 2012, elle reçoit le Fellow Award du Computer History Museum de Californie pour son travail avec Steve Furber sur l'ordinateur BBC Micro et la conception du processeur ARM,.
Sophie Wilson est membre de la Royal Society.

## Autres collaborations
Sophie Wilson interprète un rôle d’hôtesse de pub dans le drame télévisé Micro Men de la BBC, dans lequel elle donne la réplique à une version plus jeune de son personnage joué par Stefan Butler.